# ماته‌تلکه
ماتتلکه (به مجاری:  Mátételke) یک شهرداری در مجارستان است که در ناحیه باچ‌آلماش واقع شده‌است. ماتتلکه ۲۷٫۹۳ کیلومتر مربع مساحت و ۴۷۵ نفر جمعیت دارد.